# Pelodera teres
Pelodera teres är en rundmaskart som först beskrevs av Schneider 1866.  Pelodera teres ingår i släktet Pelodera och familjen Rhabditidae. Arten är reproducerande i Sverige. Inga underarter finns listade i Catalogue of Life.